# Chương Thị Kiều
Chương Thị Kiều (sinh ngày 19 tháng 8 năm 1995 tại Kiên Giang) là cầu thủ bóng đá người Việt Nam, dân tộc Khmer, thi đấu ở vị trí hậu vệ tại Giải bóng đá nữ Vô địch Quốc gia cho đội bóng Thành phố Hồ Chí Minh I và Đội tuyển bóng đá nữ quốc gia Việt Nam.

## Sự nghiệp quốc tế
Tính đến ngày 1 tháng 8 năm 2023
| Đội tuyển | Năm   | Thi đấu | Bàn thắng |
| --------- | ----- | ------- | --------- |
| Việt Nam  | 2011  | 4       | 1         |
| Việt Nam  | 2012  | 4       | 1         |
| Việt Nam  | 2013  | 0       | 0         |
| Việt Nam  | 2014  | 4       | 0         |
| Việt Nam  | 2015  | 12      | 0         |
| Việt Nam  | 2016  | 13      | 0         |
| Việt Nam  | 2017  | 8       | 0         |
| Việt Nam  | 2018  | 13      | 0         |
| Việt Nam  | 2019  | 14      | 0         |
| Việt Nam  | 2020  | 0       | 0         |
| Việt Nam  | 2021  | 2       | 1         |
| Việt Nam  | 2022  | 15      | 1         |
| Việt Nam  | 2023  | 3       | 0         |
| Total     | Total | 92      | 4         |

## Bàn thắng quốc tế
| #  | Ngày                 | Địa điểm                                                 | Đối thủ           | Bàn thắng | Kết quả | Giải đấu                                |
| -- | -------------------- | -------------------------------------------------------- | ----------------- | --------- | ------- | --------------------------------------- |
| 1. | 25 tháng 10 năm 2011 | Sân vận động Quốc gia Lào mới, Viêng Chăn, Lào           | Lào               | 4–0       | 6–0     | Giải vô địch bóng đá nữ Đông Nam Á 2011 |
| 2. | 17 tháng 9 năm 2012  | Sân vận động Thống Nhất, Thành phố Hồ Chí Minh, Việt Nam | Myanmar           | 2–1       | 2–1     | Giải vô địch bóng đá nữ Đông Nam Á 2012 |
| 3. | 23 tháng 9 năm 2021  | Sân vận động Pamir, Dushanbe, Tajikistan                 | Maldives          | 6–0       | 16–0    | Vòng loại Cúp bóng đá nữ châu Á 2022    |
| 4. | 6 tháng 2 năm 2022   | Sân vận động DY Patil, Navi Mumbai, Ấn Độ                | Đài Bắc Trung Hoa | 1–0       | 2–1     | Cúp bóng đá nữ châu Á 2022              |

## Thành tích
Cùng với đội tuyển bóng đá nữ quốc gia:
- Huy chương bạc SEA Games 2013
- Huy chương vàng SEA Games 2019
- Huy chương vàng SEA Games 2021[4]
- Vô địch giải bóng đá nữ Đông Nam Á 2019

Cùng với Câu lạc bộ bóng đá nữ Thành phố Hồ Chí Minh I:
- Vô địch Quốc gia: 2015

Cá nhân:
- Quả bóng bạc nữ Việt Nam: 2016
- Quả bóng đồng nữ Việt Nam: 2018
- Cầu thủ nữ trẻ xuất sắc nhất: 2012, 2015
- Huân chương Lao động hạng Nhì (2022)

Kiều bị chấn thương dây chằng tại Đại hội Thể thao Đông Nam Á 2019 và được phẫu thuật năm 2022 tại Vinmec.
Vào ngày 20 tháng 7 năm 2023, Kiều sẽ cùng các đồng đội có mặt để tham dự vòng chung kết World Cup nữ 2023 cùng ĐTBĐ nữ Việt Nam.